# Территориальная прелатура Тромсё
Территориальная прелатура Тромсё (лат. Territorialis Praelatura Tromsoeana) — территориально-административная единица Римско-Католической церкви, находящаяся в городе Тромсё, Норвегия. Кафедральным собором территориальной прелатуры Тромсё является церковь Пресвятой Девы Марии. Территориальная прелатура Тромсё подчиняется непосредственно Святому Престолу.

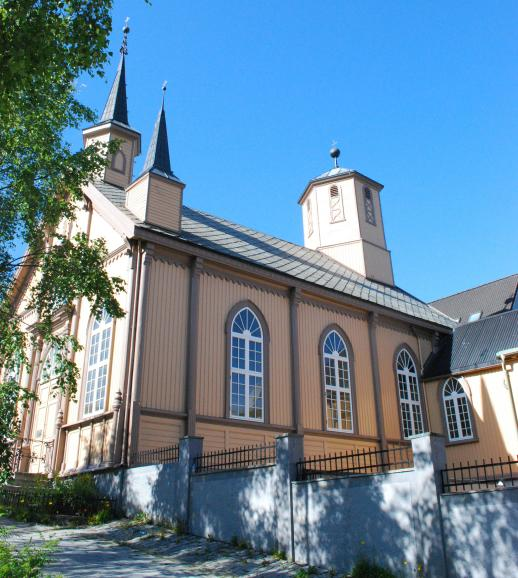
Собор Пресвятой Девы в Тромсё

## История
8 апреля 1931 года Римский папа Пий XI издал бреве Paterna caritas, которой учредил миссию Sui iuris северной Норвегии, выделив её из Апостольского викариата Норвегии (сегодня — епархия Осло).
10 марта 1944 года миссия Sui uiris северной Норвегии была преобразована в Апостольскую префектуру северной Норвегии буллой Maioris dignitatis Римского папы Пия XI.
18 февраля 1955 года Римский папа Пий XII издал буллу Quoniam arcane, которой преобразовал Апостольскую префектуру северной Норвегии в одноимённый Апостольский викариат.
28 марта 1979 года Римский папа Иоанн Павел II издал буллу Qui volente, которой преобразовал Апостольский викариат северной Норвегии в территориальную прелатуру Тромсё.

## Ординарии территориальной прелатуры
- священник Йоганнес Старке (5.12.1931 — 1939);
- священник Йоганнес Вембер (17.11.1939 — 1976);
- священние Жуан Батиста Прикленк (1.03.1976 — 19.02.1977);
- епископ Герхард Людвиг Гебел (29.03.1979 — 4.11.2006);
- епископ Берислав Гргич (18.12.2008 — 31 августа 2023);
  - епископ Эрик Варден (31 августа 2023 — по настоящее время, апостольский администратор);

## Источник
- Annuario Pontificio, Libreria Editrice Vaticana, Città del Vaticano, 2003, ISBN 88-209-7422-3
- Бреве Paterna caritas, AAS 23 (1931), стр. 432  (лат.)
- Булла Maioris dignitatis, AAS 36 (1944), стр. 275  (лат.)
- Булла Quoniam arcana, AAS 47 (1955), стр. 375  (лат.)
- Булла Qui volente  (лат.)